# نسبة ضغط البيانات
تعرف نسبة ضغط البيانات أو قوة الضغط بمقاييس الانخفاض في حجم البيانات المماثلة التي تولد من ضغط البيانات الخوارزمية، ويعبر عنها غالبا تقسيم البيانات غير المضغوطة بالبيانات المضغوطة.

## نبذة
تعرف نسبة ضغط البيانات بالنسبة الباقية بعد تقسيم حجم البيانات غير المضغوطة بحجم البيانات المضغوطة.

## الاستخدام
قد يستخدم نسبة ضغط البيانات في معرفة مدى تعقد حزمة البيانات أو إشارة صوتية،
وعلى سبيل التحديد يستخدم نسبة ضغط البيانات لمعرفة درجة تعقد الخوارزمية، ويستعمل أيضا ليدرك كم عدد الملفات التي يمكن ضغطها ولا يزداد حجم الملف الأصلي.